# Henkel Gyula
Henkel Gyula (Eger, 1944. június 15. – Érd, 1991. április 15.) magyar színész.

## Életpályája
Egerben született, 1944. június 15-én. Pályáját 1964-ben az egri Gárdonyi Géza Színházban kezdte, 1967-től  a Miskolci Nemzeti Színházhoz, 1969-ben a kaposvári Csiky Gergely Színházhoz szerződött, közben  a Fővárosi Operett Színház stúdiójának hallgatója, melyet 1970-ben végez el. 1971-ben egy évadot a kecskeméti Katona József Színházban töltött. 
1972-től a Fővárosi Operettszínház tagja volt.

## Fontosabb színházi szerepei
- William Shakespeare: Hamlet... Fortinbras, norvég királyfi
- William Shakespeare: A windsori víg nők... Pistol, Falstaff cimborája
- William Shakespeare: Lóvátett lovagok... Longaville, gróf a király kíséretében
- Victor Hugo: Hernani... Don Francisco
- Karel Čapek: Harc a szalamandrákkal... Riporter
- William Somerset Maugham: Imádok férjhez menni... Clarence
- Franz von Suppé: Boccaccio... Fresco
- Huszka Jenő: Gül Baba... Főzarándok
- Fényes Szabolcs: Maya... Első légionárius
- Fényes Szabolcs: Szerdán tavasz lesz... Mázoló
- Fényes Szabolcs - Békeffi István: A kutya, akit Bozzi úrnak hívtak... Alfonso
- Kálmán Imre: A bajadér... Szárnysegéd
- Kálmán Imre: Mária főhadnagy... Kászonyi ezredes
- Kálmán Imre: Montmartre-i ibolya... Henri
- Jacobi Viktor: Leányvásár... Jim Steward
- Lehár Ferenc: Cigányszerelem... Tivadar gróf
- Lehár Ferenc: Luxemburg grófja... Első ülnök
- Szirmai Albert: Mágnás Miska... Leopold, inas
- Leonard Bernstein: West Side Story... Bernardo
- Jerry Bock: Hegedűs a háztetőn... Fegyka
- Mitch Leigh – Dale Wasserman: La Mancha lovagja... Anselmo, öszvérhajcsár
- Alekszej Ribnyikov: A remény (Juno és Avosz)... Hvasztov hadnagy
- Stephen Schwartz: Pipin... Lajos
- Cole Porter: Csókolj meg, Katám!... Gremio
- Galt MacDermot: Veronai fiúk... Eglamour, Szilvia kedvese
- John Kander – Fred Ebb: Chicago... Fred Casely
- Csemer Géza – Szakcsi Lakatos Béla: Piros karaván.... Raffael, fiatal kóbor cigány
- Lajtai Lajos – Kellér Dezső: Három tavasz... Guszti
- Móricz Zsigmond: Úri muri... Pista, kocsis
- Hegedüs Géza: Zsuzsanna és a vének... Gál
- Görgey Gábor: Egy fiú és a tündér... Fejedelem
- Bágyoni Gyula: Tojástánc... Modo
- Brand Iván: Tacskó... Mario
- Kardos György: Mesél a bécsi erdő... La Grange
- Kardos G. György: Négyen pizsamában... A maffia első megbízottja
- Csontos Gábor: Legyőzöttek diadala... Oosterveen, holland újságíró
- Kövesdi Nagy Lajos: Ellopták a vőlegényem... Solymosi Károly, érettségiző diák, később orvos
- Gyulai-Gaál Ferenc: Rongybaba... Helfgott

## Tévéfilmek
- Keménykalap és krumpliorr 1-4. (tévésorozat) A tettes lépre megy című rész (1973)
- Pirx kalandjai (tévésorozat) A Galilei-állomás rejtélye című rész (1973)
- Igen, igen… avagy hogyan lesz valakiből felnőtt (1976)
- Robog az úthenger 1-6. (tévésorozat) Kultúrházavatás című rész (1976)

## Szinkronszerepe
| Év   | Cím       | Szinkron év |
| ---- | --------- | ----------- |
| 1974 | A rivális | 1976        |